# 삼현초등학교
삼현초등학교는 대한민국 경기도 의정부시에 있는 초등학교이다.

## 연혁
- 2016년 3월 1일 개교 및 초대 심연경 교장 취임

| 2016. 02. 26. | 삼현초등학교 준공 |
| 2016. 03. 01. | 삼현초등학교 개교 |
| 2016. 03. 01. | 초대 심연경 교장 취임 |
| 2016. 03. 02. | 7학급 편성 (남 58명, 여 83명, 총 143명) |
| 2016. 09. 01. | 8학급 편성 (남 87명, 여 105명, 총 192명) |
| 2016. 11. 18. | 9학급 편성 (남 89명, 여 112명, 총 201명) |
| 2017. 02. 10. | 제1회 졸업 (남 6명, 여 5명, 총 11명) |
| 2017. 03. 02. | 12학급 편성 (남 122명, 여 155명, 총 277명) |
| 2017. 03. 15. | 13학급 편성 (남 122명, 여 156명, 총 278명) |
| 2017. 12. 31. | 2017학년도 혁신교육 우수 기관(혁신공감학교) 표창(교육감) 2017학년도 배움중심수업 우수교 표창(교육감) 2017학년도 의정부학생예능어울림한마당 학교 표창(교육장) 2017학년도 솔방울프로그램 중심교 표창(교육장) |
| 2018. 02. 09. | 제2회 졸업 (남 9명, 여 16명, 총 25명, 누계 36명) |
| 2018. 03. 01. | 제2대 이수미 교장 취임 |
| 2018. 03. 01. | 23학급 편성 (남 187명, 여 220명, 총 407명, 유치원 3학급 45명) |
| 2018. 03. 05. | 24학급 편성 (남 308명, 여 347명, 총 655명, 유치원 3학급 45명) |
| 2018. 08. 20. | 26학급 편성 (남 344명, 여 397명, 총 741명, 유치원 3학급 45명) |
| 2018. 08. 22. | 27학급 편성 (남 355명, 여 406명, 총 761명, 유치원 3학급 45명) |
| 2018. 09. 03. | 28학급 편성 (남 374명, 여 420명, 총 794명, 유치원 3학급 45명) |
| 2018. 09. 10. | 30학급 편성 (남 390명, 여 437명, 총 827명, 유치원 3학급 45명) |
| 2019. 01. 04. | 제3회 졸업 (남 23명, 여 54명, 총 77명, 누계 113명) |
| 2019. 03. 01. | 41학급 편성 (남 584명, 여 579명, 총 1163명, 유치원 3학급 51명) |
| 2019. 03. 01. | 2019학년도 혁신공감학교 운영 계속 2019학년도 지역공동 영재학급 운영 계속 2019학년도 경기도교육청 민주시민교육 실천학교 지정 2019학년도 의정부형 미래교육 공모교 선정(공간혁신 미래학교) 2019학년도 디지털 교과서 활용 인프라 구축교 선정 2019학년도 의정부 혁신교육지구 드림하이 프로젝트 학생동아리 선정 2019학년도 '사전방문등록' 학교출입관리시스템 시범학교 선정 2019학년도 교육공동체와 함께 하는 학교 벽화 그리기 사업 |